# Hartwig Heinemeier
Hartwig Heinemeier (* in Marienhagen) ist ein deutscher Berufsschullehrer und Fachbuchautor. Er hat Fachbücher in den Bereichen Wirtschaftslehre und Business English veröffentlicht.

## Werdegang
Nach dem Studium der Wirtschaftspädagogik (Diplom-Handelslehrer) und Betriebswirtschaftslehre (Diplom-Kaufmann) an der FU Berlin war er als Oberstudienrat in Hannover und Neustadt am Rübenberge tätig. 
Von 1994 bis 2002 leitete er das Business College in Hongkong.

## Schriften
- 1990: mit Peter Limpke und Hans Jecht: Wirtschaftslehre für Kaufleute im Einzelhandel, Winklers Verlag, Darmstadt, ISBN 3-8045-4037-6[1]
- 1994: mit Peter Limpke und Hans Jecht: Wirtschaftslehre für Berufsfachschulen, Braunschweig: Westermann[2]
- 2001: mit Peter Limpke und Hans Jecht: Spezielle Betriebslehre des Groß-und Außenhandels, Winklers Verlag, Darmstadt[3]
- 2003: mit Heinz Wolf: The world of Business. Train your business communication. Darmstadt. Winklers / Westermann, ISBN 3-8045-4224-7[4]
- 2005: mit Peter Limpke und Hans Jecht: Handeln im Handel (3 Bände: Grundstufe, Fachstufe 1 und Fachstufe 2), Braunschweig: Westermann[5][6][7]